# Крістоф-Дітріх фон Роммель
Крістоф-Дітріх фон Роммель (пол. Christoph Dietrich von Rommel; 17 квітня 1781, Кассель — 21 січня 1859 там само) — німецький інтелектуал, вчений-гуманіст, професор, історіограф.
1799 року розпочав вивчення теології у Марбурзькому університеті. Наступного року перейшов до Геттінгенського університету, де вивчав філологію та стародавню історію.
З березня 1804 року працював на посаді штатного професора в Марбурзькому університеті на філософському факультеті.
У 1811—1814 роках був професором Харківського університету. Залишив цікаві враження від перебування в Україні і в Росії. Вивчив українську і був першим директором педагогічного інституту.
Залишив спогади про своє життя «Erinnerungen aus meinem Leben und aus meiner Zeit», значна частина яких присвячена Україні та Харкову. Спогади були написані на основі записок, а також з редагуваннями 1830-40х років. Опубліковані 1854 року. 1859 року в Одесі був надрукований перший переклад російською мовою, здійснений бібліотекарем Харківського університету Яковом Балясним.
Через політичні причини був змушений покинути Російську імперію і повернувся до Німеччини 1815 року.
Був одружений з українкою, донькою майора. Подружжя розлучилося 1816 року.

## Праці
- Крістоф-Дітріх фон Роммель. Спогади про моє життя та мій час. Erinnerungen aus meinem Leben und aus meiner Zeit. Частина перша 1785 — 1804. Частина друга 1804—1810. Частина третя 1810—1815. Частина четверта 1815—1816. Харків: Майдан, 2001.
- Abulfedae Arabiae descriptio commentario perpetuo illustrata. Göttingen 1802
- Caucasicarum regionum et gentium Straboniana descriptio ex recentioris aevi noitiis commentario perpetuo illustrata. Leipzig 1804
- De Taciti descriptione Germanorum. Marburger Programm 1805.
- Ueber Philologie und philologische Erklärung der griechischen und römischen Klassiker. Marburg 1805
- Ueber Geographie, Ethnographie und Statistik nebst einem Abriss dieser und der politischen Wissenschaften; zum Behuf akademischer Vorlesungen. Marburg: Krieger, 1810
- Kurze Geschichte der hessischen Kirchenverbesserung unter dem Landgrafen Philipp dem Großmütigen, Wilhelm dem Weißen und Moritz dem Gelehrten Kassel 1817
- Geschichte von Hessen. 10 Bände. Marburg und Kassel 1820—1858
- Philipp der Großmüthige, Landgraf von Hessen: in Beitrag zur genaueren Kunde d. Reformation u. d. sechszehnten Jahrhunderts. / aus d. Urkunden u. and. Quellen bearb. u. hrsg. v. Christoph von Rommel. Gießen: Heyer, 1830
- Correspondance inédite de Henri IV. roi de France et de Navarre avec Maurice-le-Savant, Landgrave de Hesse. Paris 1840.
- Leibnitz und Landgraf Ernst von Hessen-Rheinfels. Ein ungedruckter Briefwechsel über religiöse und politische Gegenstände 2 Bände. Frankfurt am Main 1847
- Erinnerungen aus meinem Leben u. meiner Zeit, in: Geh. Geschichten u. räthselhafte Menschen, hg. v. F. Bülau, V, 1854